# Charbon de bois
Pour les articles homonymes, voir Charbon.

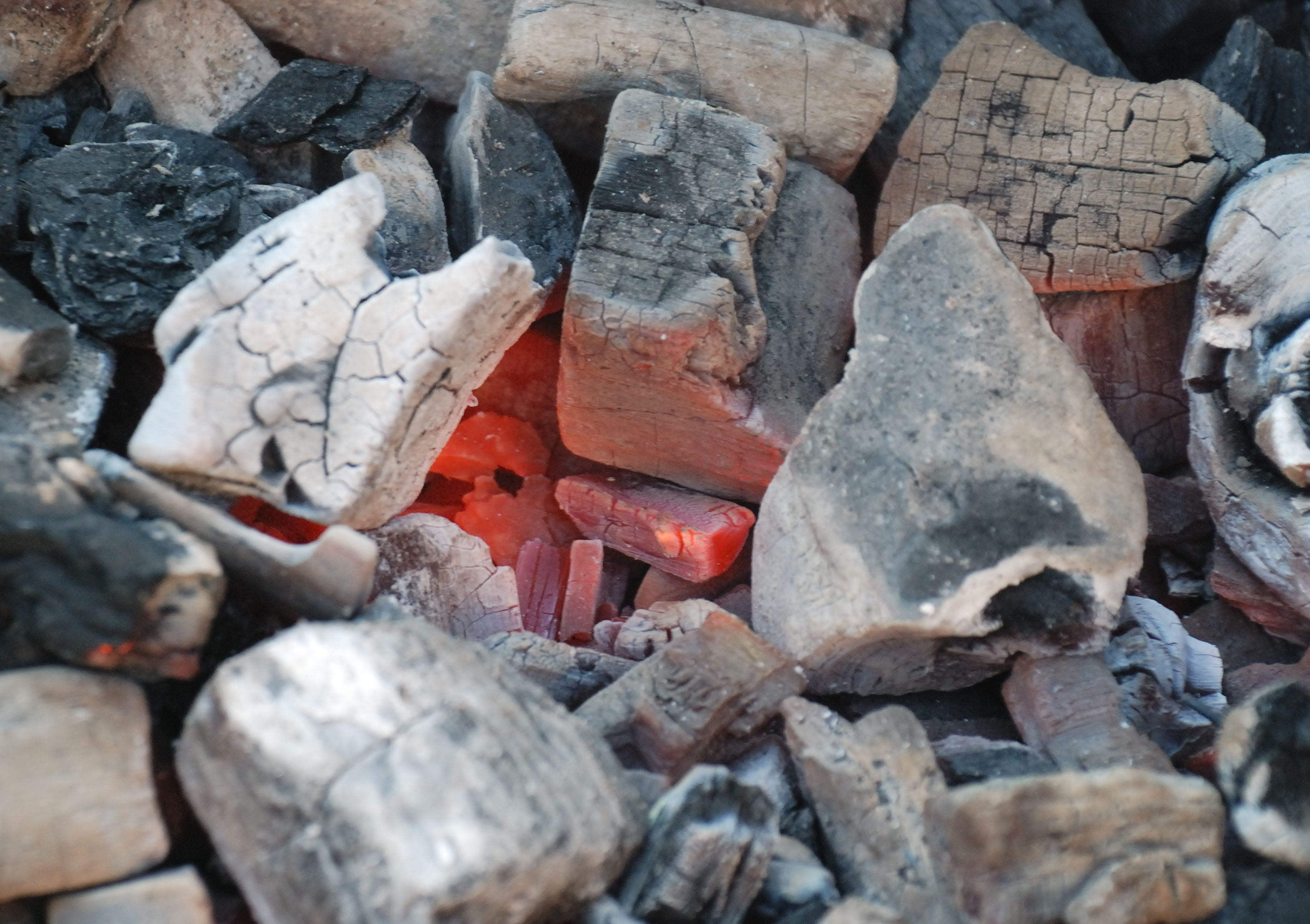
Charbon de bois en cours de combustion, dit incandescent.

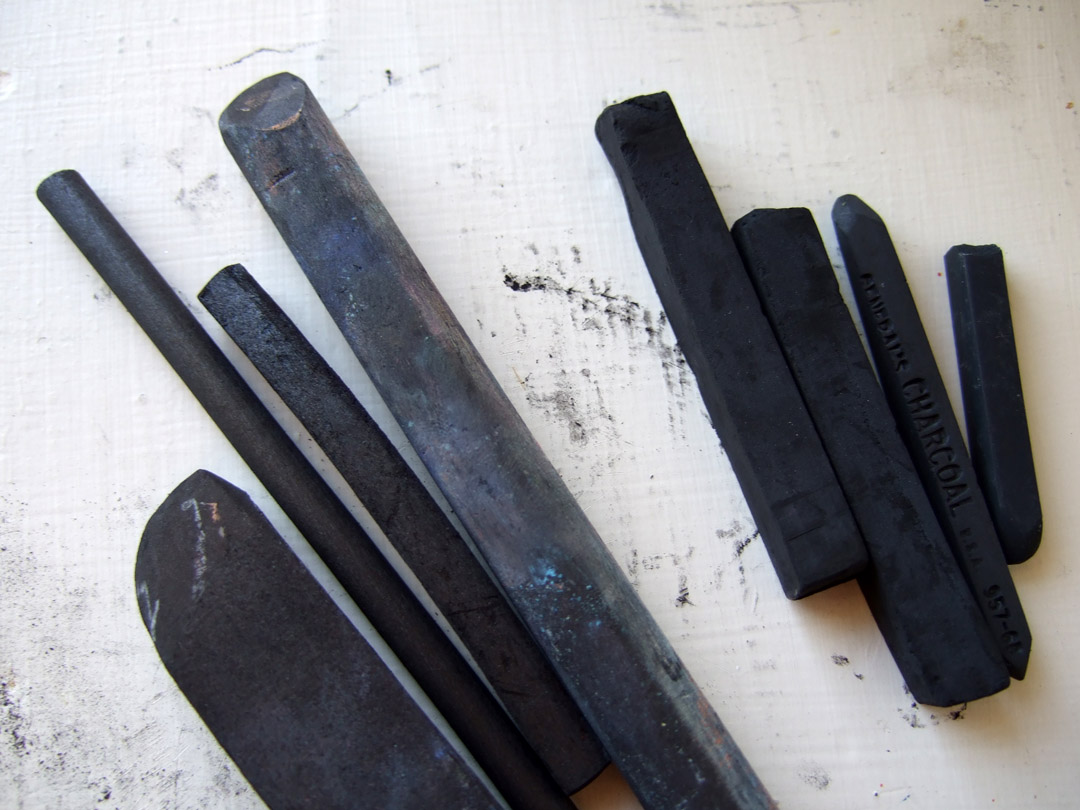
Le charbon de bois est utilisé depuis la préhistoire pour dessiner. Le charbon de fusain est particulièrement apprécié des artistes.

Le charbon de bois est un combustible obtenu en carbonisant du bois en atmosphère contrôlée par pyrolyse (en l'absence d'oxygène).
La charbonnette est un bois, de faible dimension, destiné à cette carbonisation.
Le procédé permet d'éliminer, par élévation de la température, les fractions liquéfiables (acide pyroligneux) et gazéifiables du bois : son humidité et toute matière végétale ou organique volatile, afin de ne laisser que le carbone et les minéraux.
Le charbon de bois a été historiquement utilisé comme combustible pour le chauffage et la cuisson des aliments. Il a été largement utilisé en métallurgie avant d'être remplacé par le charbon. Il entre également dans la composition de la poudre à canon.

## Intérêt
Le charbon de bois a un pouvoir calorifique plus élevé que le bois et il se consume plus lentement. La densité calorifique massique du charbon de bois est de l'ordre de 28 à 33 MJ/kg contre 18 MJ/kg pour le bois sec. Le charbon de bois se consume par « incandescence » en émettant peu de flammes.
Ce gain de densité se fait néanmoins au prix d'une perte de 80 % de la capacité calorifique initiale du bois. L'utilisation du charbon de bois pour le chauffage ou la cuisson représente donc un gaspillage énorme de bois.

## Charbon de bois et déforestation
« Durant des siècles, toute une civilisation s'est développée sur une économie du bois. Les villes, gourmandes en bois d'eau comme en bois de construction, se sont jointes aux fours, forges et fourneaux dévoreurs de bois-bûches et de charbon de bois, ainsi qu'aux chantiers navals, avec leurs bois de marine, aux vignerons avec leurs échalas et leur merrain à tonneaux, pour solliciter intensément le monde de la forêt. Durant des siècles, la pénurie en bois s'est faite sans cesse plus pressante. C'est qu'il fallait fournir à la fois des quantités gigantesques et des produits de mieux en mieux calibrés, de plus en plus normalisés ».
Si les forêts de beaucoup de pays européens passent d'une phase de reconquête à une pénurie en bois très relative à la veille de la révolution industrielle, l'impact des pressions industrielles doit être nuancé. Les espaces forestiers demeurent inégalement exploités et dégradés. Les forges, fours à chaux, verreries, briqueteries et tuileries qui se fixent au cœur des massifs forestiers pour s'approvisionner en charbon de bois surexploitent leur espace forestier mais de nombreux massifs conservent de vastes forêts. S'il existe des pénuries de bois localisées ou dans les provinces moins boisées, le passage de la futaie au taillis permet de consommer progressivement une partie de la réserve existante d'arbres sur pied. De plus, les agents de l'administration des Eaux et Forêts veillent à ce que les prélèvements en bois n'excèdent pas les capacités de renouvellement des massifs forestiers. Ces éléments n'empêchent pas la dégradation du couvert forestier. La surface boisée en France s'effondre pour atteindre un minimum dans les années 1830 avec une couverture forestière estimée entre 8,9 et 9,5 millions d'hectares en 1830 (entre 16 et 17 % du territoire métropolitain), ce qui incite l'État à reprendre le contrôle de l'exploitation des forêts, avec un effort de reboisement important qui s'appuie sur le code forestier promulgué en 1827. L'abandon progressif du charbon de bois au profit du charbon minier au cours du XIXe siècle et l'exode rural massif du début du XXe siècle contribuent au reboisement des massif forestiers.
Au début du XXIe siècle, le recours au charbon de bois pour le chauffage et la cuisson est en partie responsable de la déforestation dans les pays en développement.

## Procédés de fabrication

### Meule

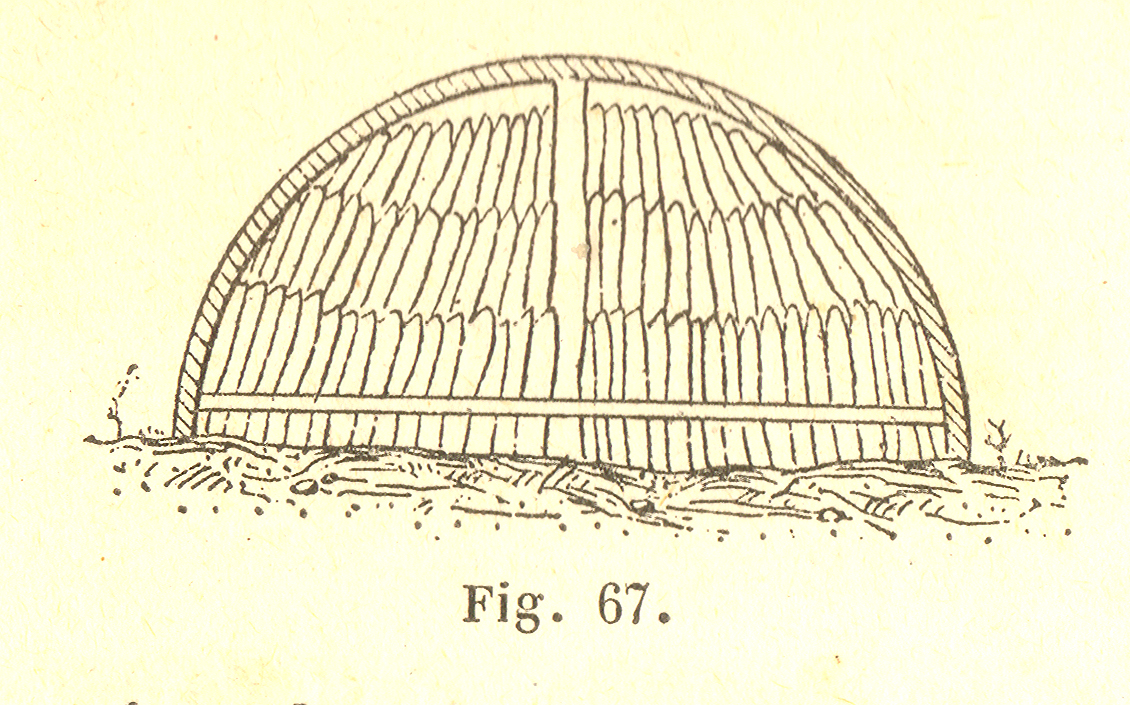
Illustration accompagnant l'article sur le charbon de bois dans le Précis illustré de mécanique de 1894, représentant une meule en coupe.

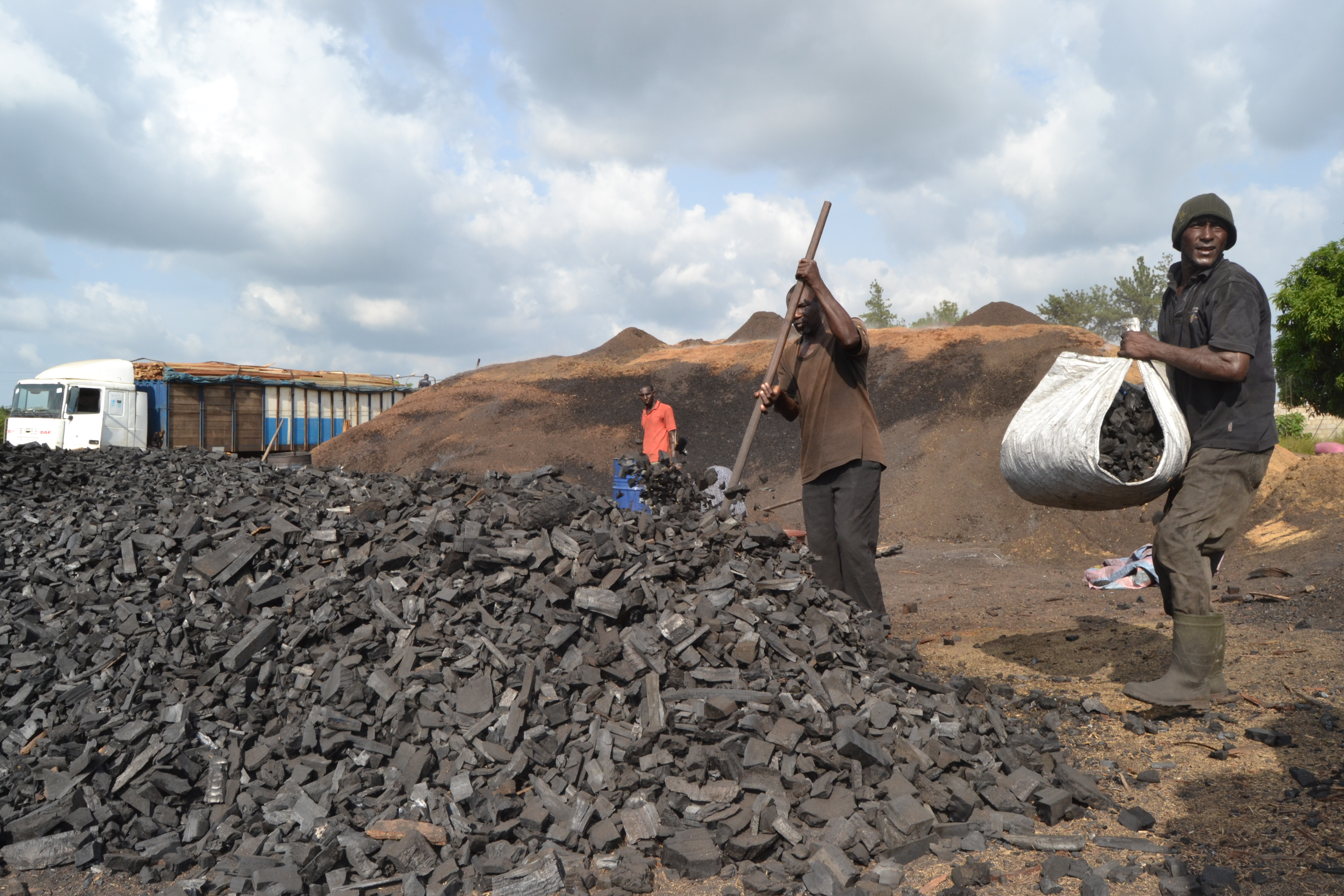
Fabricants de charbon de bois à Yamoussoukro (au Centre de la Côte d'Ivoire).

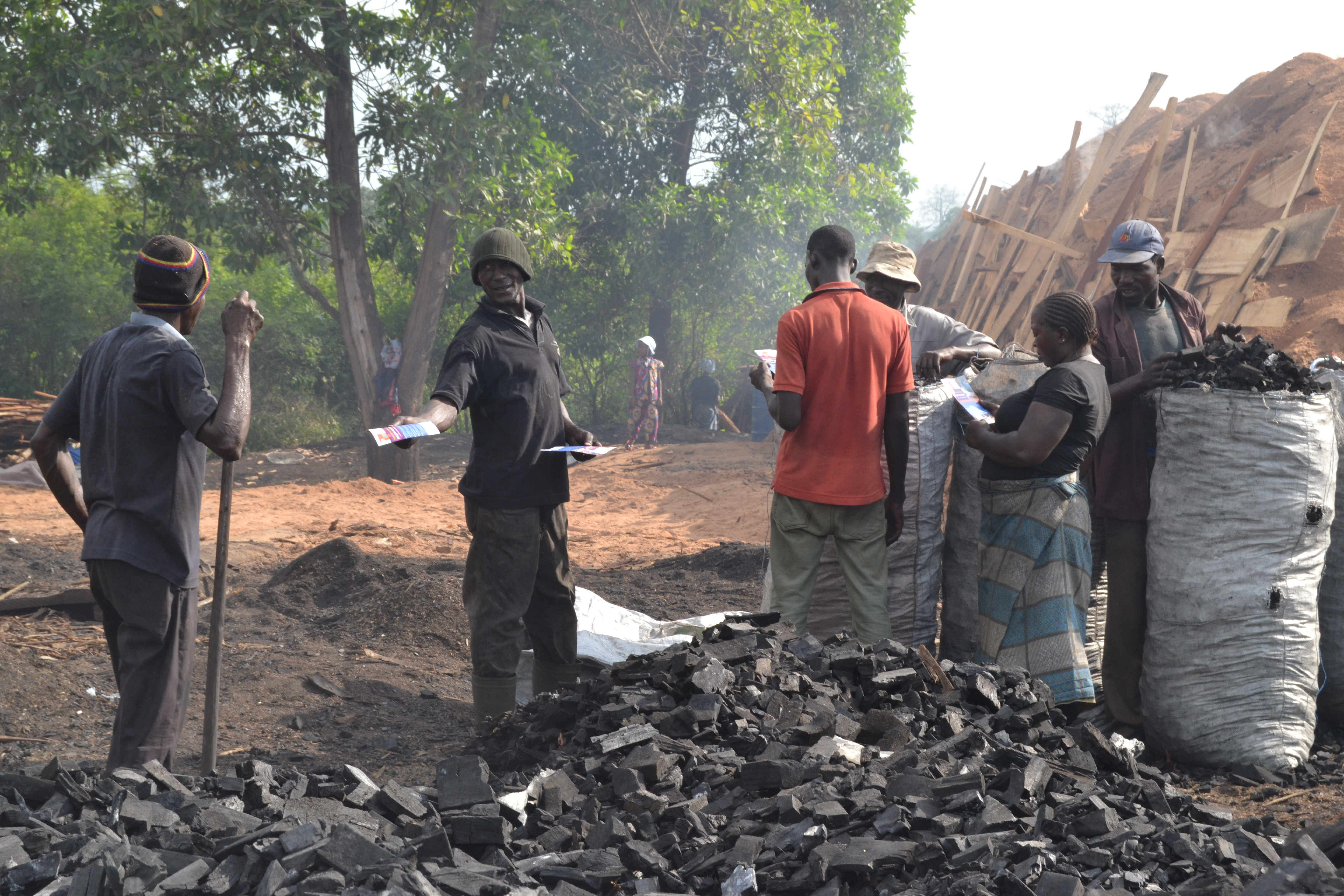
Mise en sac de charbon de bois en Côte d'Ivoire.

Dès l'Antiquité, les charbonniers obtenaient le charbon en empilant du bois en un tas recouvert d'une couche de terre (d'argile), que l'on enflammait. Une partie du bois était consumée en consommant tout l'oxygène, et la chaleur produite transformait le reste du bois en charbon. Parfois, à la place d'une meule, on effectuait la combustion dans une fosse.
Historiquement, en Europe, la carbonisation était réalisée par des charbonniers (ou carboniers), directement en forêt au plus près de la ressource en bois. Les lieux où s'établissaient cette activité étaient appelés charbonnières ou carbonneries et après abandon places à charbon ou aires de faulde (dans le nord de la France).

La fabrication est décrite dans le Précis illustré de mécanique en 1894 de la manière suivante :
« Le charbon de bois provient de la carbonisation du bois, brûlé sans air pendant un certain temps. Cette opération se fait à l'emplacement même où on le coupe, c'est-à-dire dans la forêt, et voici comment : Les morceaux étant de longueur de 0 m 66 à 1 mètre environ, on les met debout et inclinés […], entassés les uns sur les autres en formant une circonférence dans le plan horizontal de 5 à 6 mètres environ de diamètre, et une demie dans le sens vertical de 2 m 50 à 3 mètres environ de haut, en laissant un trou de toute la hauteur dans le centre pour y mettre le feu, qui consiste en charbon de bois allumé ; puis on le referme totalement, on met une couche de terre ou de gazon sur toute la surface pour éviter les courants d'air. Il brûle dans cette position pendant quinze jours ou trois semaines suivant la qualité du bois ; lorsqu'il est suffisamment brûlé on remet une nouvelle couche de terre sur toute la surface pour l'étouffer complètement, on le laisse refroidir, puis on démonte le tout. Le bois étant assemblé et le feu y étant, il prend le nom de fourneau et demande à être surveillé nuit et jour. »
| Fabrication de charbon de bois en Forêt-Noire en Allemagne vers 1900. |  |  |
|                                                                       |  |  |
|                                                                       |  |  |

Le procédé en meule permet d'obtenir entre 17 % et 28 % du poids initial de bois. Le rendement en volume est de 60 %. Ce procédé ne permet aucune récupération d'autres produits comme les goudrons.
Par le procédé en meule, on peut également carboniser de la tourbe.

### Four

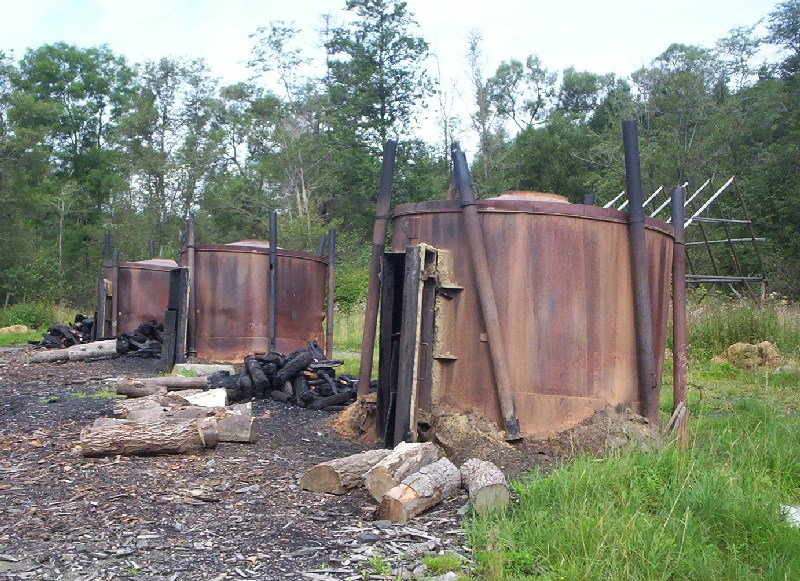
Fours à charbon de bois en Pologne.
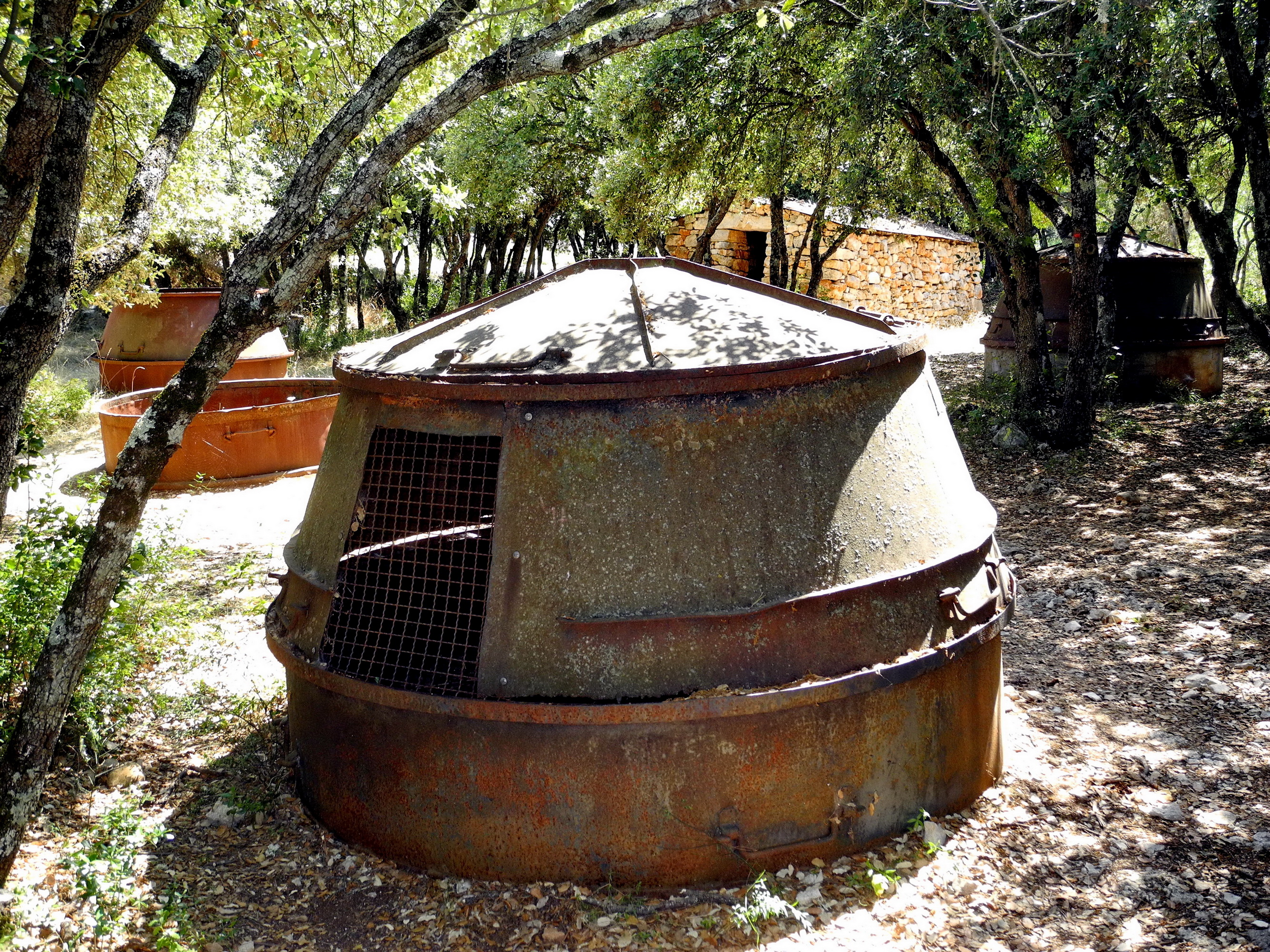
Fours à charbon de bois en Provence.

Au cours du XIXe siècle apparaissent des enceintes métalliques de diverses formes. Ces fours sont d'un usage plus aisé que les meules. Ils ne fonctionnent pas en vase clos mais sur le même principe que les meules. Certains sont amovibles afin d'être utilisés sur place en forêt. Ils permettent également la récupération des sous-produits comme le goudron ou les gaz.
Les systèmes sont nombreux : appareil Dromart, Moreau, Pierce, etc.

L'appareil Moreau a été mis au point aux environs de 1875 :
« il se compose d'une cage en forme de dôme composé de plaques de fortes tôles montées sur un bâti en fonte. La partie supérieure se termine par une cheminée munie d'un couvercle mobile ; la partie inférieure est ouverte et la cage se pose simplement sur une aire préparée comme pour une meule ordinaire ».

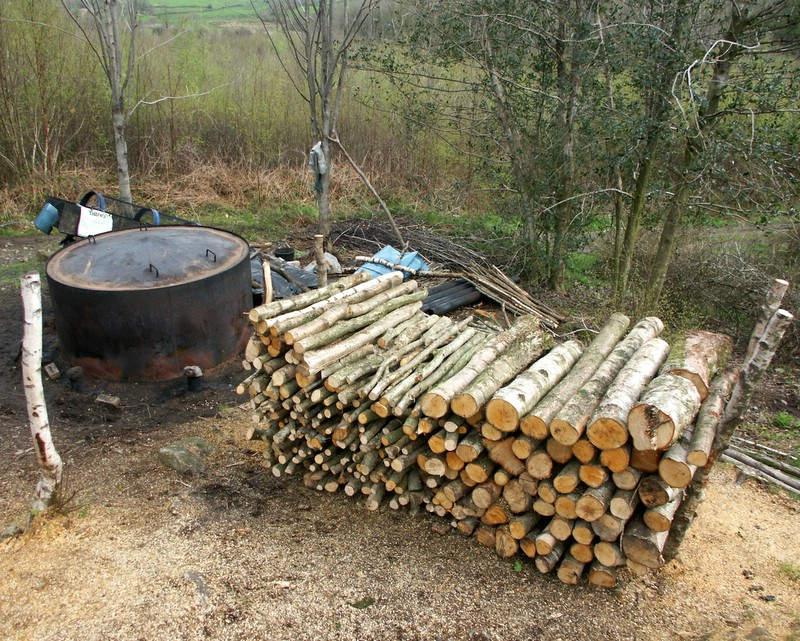
Fours à charbon de bois en Grande-Bretagne.

### Pyrolyse
C'est le procédé en vase clos qui était utilisé à l'époque où la distillation du bois produisait l'acide pyroligneux, composé d'acide acétique (Quelquefois la définition de l'acide pyroligneux se confond avec celle de l'acide acétique, ici le vinaigre de bois), de méthanol, appelé aussi « esprit de bois » et divers autres produits chimiques. Le charbon de bois n'était pas le but premier de l'opération mais plutôt un sous-produit. Avant d'inventer le mot « pyrolyse », on parlait de « distillation sèche » ou de « carbonisation ». De 1886 jusqu'à sa fermeture en 2002, l'usine Lambiotte de Prémery (Nièvre) a été l'un des principaux sites européens producteur de charbon de bois.

Le procédé Pierce permet de chauffer le four en utilisant les gaz produits lors d'une précédente carbonisation : 
« dès que la vapeur a cessé de se dégager, on met en marche l'aspirateur et envoie les gaz dans le condenseur, d'où ils reviennent chauffer un four voisin. ».
La carbonisation de 100 kg de bois dans ce type de four permet d'obtenir :
- 25 kg de charbon de bois
- 0,75 kg d'alcool méthylique
- 1 kg d'acide acétique
- 4 kg de goudron de bois
- 45,95 kg d'eau
- 23 kg de gaz combustible[12] (gaz de bois).

Les résultats obtenus sont fortement dépendants des espèces de bois utilisées et des conditions de transformation. En 1875, l'ingénieur métallurgiste Grüner notait :
« Lorsqu'il a été préparé vers 350 à 400 °C et par calcination lente, il est d'un beau noir pur, sonore, dur tachant peu les doigts. Préparé à une température inférieure, il est plus ou moins brun, peu sonore et tendre, mais plus tenace que le charbon noir ; c'est une sorte de charbon roux, que les ouvriers désignent sous le nom de « fumerons » ou de « brûlot », parce qu'il brûle avec fumée et flamme plus ou moins éclatante. Un charbon trop cuit, ou plutôt partiellement brûlé par l'action de l'air passe à l'état de braise ; il est alors fendillé, tendre, friable, tachant les doigts, d'un noir ferme dans les cassures fraîches. »

### Production industrielle moderne

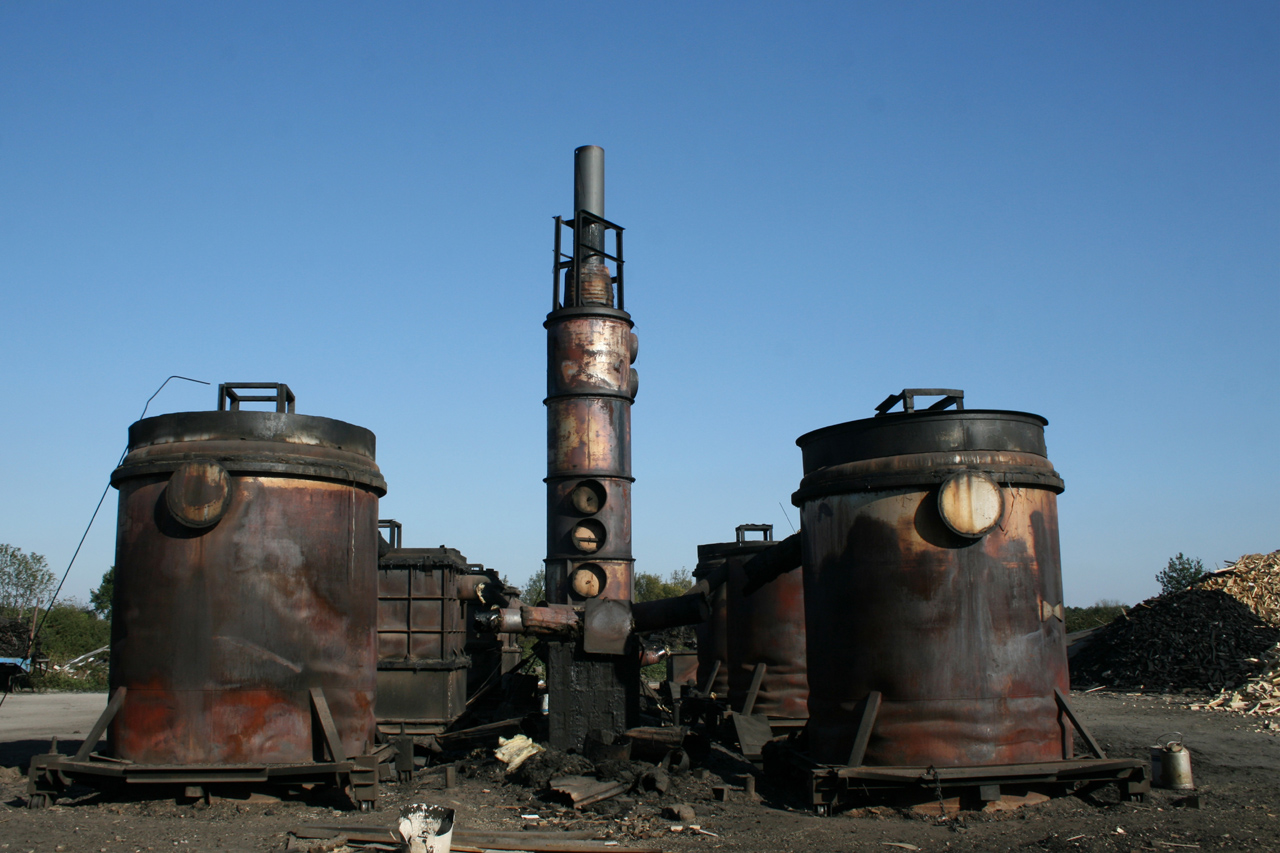
Fabrique de charbon de bois à Coulombiers (Vienne, France).

La production industrielle est de plus en plus effectuée dans des fours. Un des enjeux contemporains est de limiter les rejets dans le milieu naturel et d'utiliser d'autres sources de matières organiques que le bois pour limiter la pression sur les forêts, tropicales et primaires notamment.

## Usages

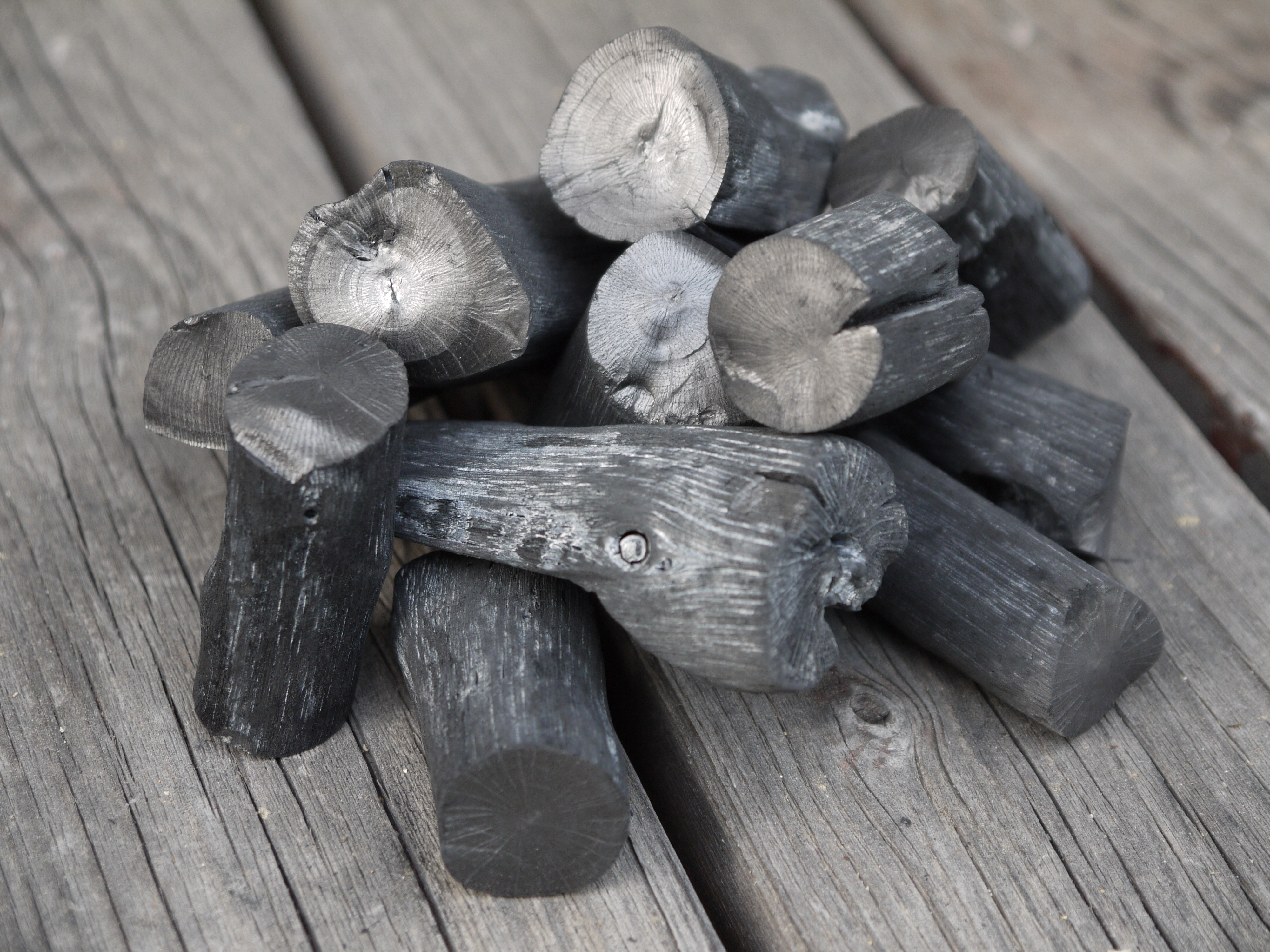
Binchōtan, variété traditionnelle japonaise.

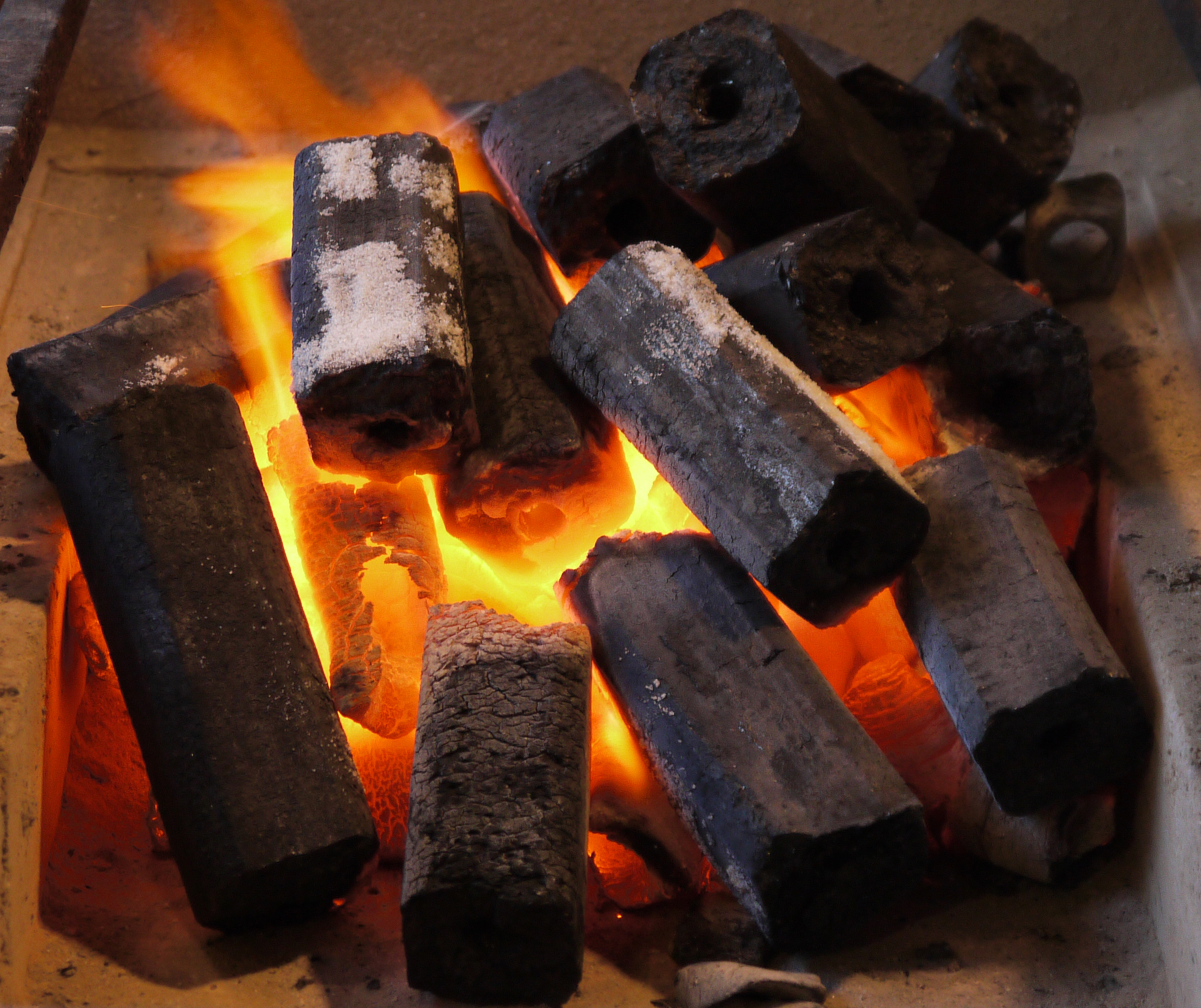
Ogatan.

### Métallurgie
Le bois sans préparation par la carbonisation est impropre pour le fonctionnement des bas-fourneaux et pour les divers affinages effectués dans les forges. Le charbon de bois chauffe bien plus que le bois, car l'énergie est essentiellement produite dans les pores du charbon au lieu d'être dispersée dans de longues flammes ; on peut augmenter la puissance tant que l'on veut en augmentant le « vent » alors que, avec le bois, un « vent » trop fort éteint le feu. Le charbon de bois a été très utilisé dans les bas-fourneaux puis dans les hauts-fourneaux, et ce depuis l'Antiquité. Le carbone contenu dans le charbon de bois permettait la réduction des oxydes de fer contenus dans le minerai pour donner de la fonte.
L'usage intensif du charbon de bois dans les forges a provoqué des déforestations qui ont touché la Chine antique puis l'Europe romaine et médiévale. Ainsi, en France, une ordonnance de 1339 obligea la destruction des forges dans un rayon de trois lieues autour de Grenoble afin de stopper la déforestation provoquée par l'usage intensif du charbon de bois pour la fabrication de l'acier[réf. souhaitée]. Dans le Bourbonnais, la forêt de Tronçais fut également fortement dégradée à la suite de l'ouverture en 1788 de la Forge de Tronçais. La découverte par Abraham Darby en 1709 de la possibilité d'utiliser du coke dans les hauts-fourneaux a mis fin à l'usage intensif par l'industrie sidérurgique du charbon de bois.
L'usage du coke ne se généralisera toutefois que lentement. Ainsi en France en 1860, un tiers de la fonte était encore produite dans des hauts-fourneaux au charbon de bois. Le dernier haut-fourneau français au charbon de bois a fonctionné jusqu'en 1930.

### Poudre à canon
Le charbon de bois est un des trois composants de la poudre à canon avec le soufre et le salpêtre. Comme le soufre, c'est un combustible alors que le salpêtre est un oxydant. La qualité de la poudre était déterminée par l'essence forestière utilisée pour sa fabrication ainsi que sa proportion dans le mélange. Le charbon d'aulne était notamment apprécié des poudreries françaises. En fabrication artisanale la Bourdaine était très appréciée.

### Matériau réfractaire
Finement broyé et mélangé à volumes égaux avec de l'argile en poudre ainsi qu'à un peu de sable, il donne un produit isolant et réfractaire (appelé brasque) permettant de faire des enduits de grande résistance thermique, en particulier dans la construction de petites forges individuelles.

### Amendement
L'apport de charbon de bois (vendu notamment sous les noms commerciaux de biochar, agrochar ou agrocharbon) est un amendement qui permet d'accroître la fertilité des sols et les rendements agricoles. Le charbon permettrait notamment de favoriser les microbes et champignons utiles en conservant l'humidité (surtout efficace dans les sols macroporeux), et en conservant mieux les éléments nutritifs du sol. C'est ainsi que les Amérindiens d'Amazonie ont créé la terra preta et on a récemment redécouvert cette technique, qui présente aussi un intérêt contre le réchauffement climatique.

### Filtration
Sa structure microporeuse (renforcée dans le charbon activé) lui permet de capter et fixer de nombreuses molécules toxiques (métaux lourds notamment) issues de fumées ou dans l'eau.
Il peut aussi abriter une vie microbienne capable de contribuer à la dépollution de l'eau. C'est pourquoi de nombreux filtres de masques à gaz, filtres à air ou à eau (ex : filtres d'aquariums) contiennent du charbon de bois activé.

### Conservateur
Le charbon a été utilisé pour la conservation de la viande et pour celle des œufs.

### Combustible

#### Combustible de propulsion
Le charbon de bois et la pyrolyse du bois peuvent être utilisé comme combustible dans les moteurs gazogène pour alimenter des voitures et des camions.

#### Combustible de cuisson

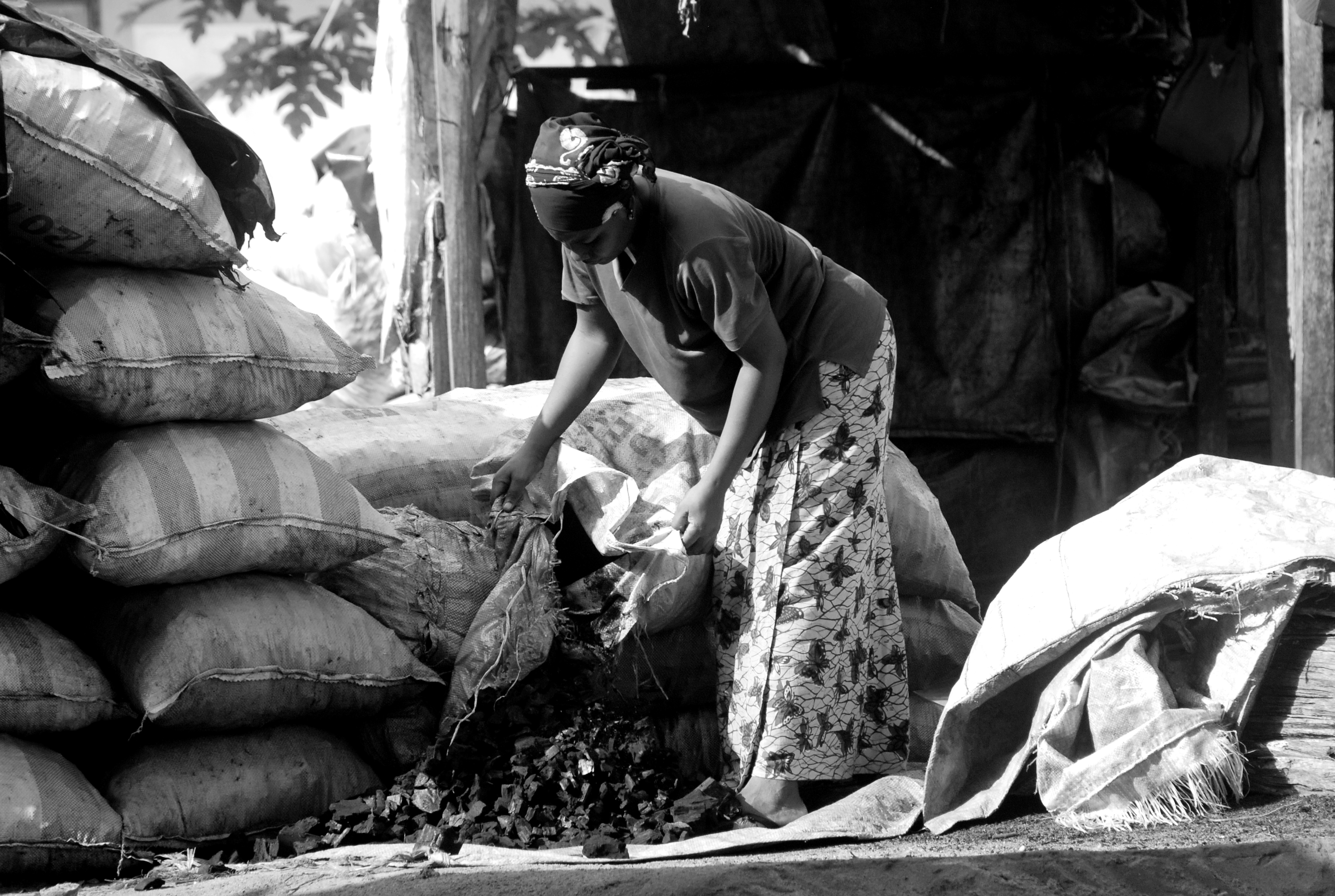
Vendeuse de charbon de bois à usage domestique dans un quartier d'Abidjan, en Côte d'Ivoire.

Les Japonais utilisent traditionnellement le charbon de bois, notamment le binchōtan issu de la combustion d'une variété de chêne, pour griller des viandes. Ceci est décrit très précisément par Shigeyasu Takeno dans son manga "Le Conte du charbonnier" qui se déroule en 1957.
De nos jours en Occident, le charbon de bois est surtout utilisé pour les cuissons au barbecue, mais son usage est très répandu dans les pays pauvres pour les cuissons quotidiennes : un contenant de cuisson (poêle, casserole, faitout) sert alors d'interface entre les braises et les aliments. C'est principalement dans les villes des pays du sud que cet usage est très développé. En effet il est possible de cuisiner ainsi sans cheminée sur un simple creuset. En ville, le charbon de bois, léger, est facilement transportable et sa combustion, facile à maîtriser, ne produit pas de fumées salissantes ni trop incommodantes.
Les habitants des campagnes ne l'utilisent pas, car ils disposent de la place nécessaire pour produire les braises. celles-ci sont extraites du foyer pour les cuissons (en faisant un feu de bois, soit directement dehors au sol, soit dans un poêle, soit dans un âtre muni d'une cheminée). La plupart des Occidentaux ont dans la tête les techniques de cuisson au-dessus du feu (chaudron, crémaillère, trépied), mais leurs ancêtres, avant l'ère industrielle, cuisinaient surtout sur la braise (pas dans la cheminée). La technique s'appelait la cuisine au potager. Cette technique employant des braises pour les mijotages, les confitures, etc., ne salit pas l'extérieur des casseroles.